# Consiglio nazionale (Monaco)
Il Consiglio nazionale (francese:  Conseil national) è il parlamento monocamerale del Principato di Monaco.
Il presidente dal 6 ottobre 2022 è Brigitte Boccone-Pagès.
Dal 1911 al 1962 il Consiglio nazionale aveva 12 deputati, dal 1962 al 2002 aveva 18 membri e dal 2002 i deputati sono 24.
Situato per 57 anni al civico 2 di Rue Bellando de Castro, il 12 settembre 2012 il principe Alberto II di Monaco e la principessa Chàrlene hanno inaugurato la nuova sede, realizzata dall'architetto monegasco Jean-Michel Ughes e ubicata al civico 2 di Place de la Visitation.

## Sistema elettorale
Dal 1911 al 1962 il presidente del parlamento veniva designato dal principe e i deputati venivano votati con suffragio universale maschile. Dal 1962 il suffragio è universale e possono votare tutti coloro che abbiano un'età maggiore o uguale ai 21 anni, che siano in possesso della nazionalità monegasca da almeno cinque anni.
L'Assemblea viene convocata per due sessioni ordinarie all'anno, ma può comunque essere convocata per una sessione straordinaria richiesta espressamente dal principe, oppure richiesta da due terzi dei membri del Consiglio. Le sessioni del Consiglio nazionale sono pubbliche.

## Presidenti
| Presidente              | Partito | Mandato        |
| ----------------------- | ------- | -------------- |
| Eugène Marquet          |         | 1911-1914      |
| Abolito da: Alberto I   |         |                |
| Eugène Marquet          |         | 1918-1928      |
| Jean Marsan             |         | 1929           |
| Eugène Marquet          |         | 1930           |
| Abolito da: Luigi II    |         |                |
| Henri Settimo           |         | 1933-1944      |
| Charles Bellando        |         | 1944-1950      |
| Louis Aureglia          |         | 1950-1954      |
| Joseph Simon            |         | 1954-1955      |
| Louis Aureglia          |         | 1955-1958      |
| Joseph Simon            |         | 1958-1959      |
| Abolito da: Ranieri III |         |                |
| Joseph Simon            | UND     | 1962-1968      |
| August Medecin          | UND     | 1968-1978      |
| Jean-Charles Rey        | UND     | 1978-1993      |
| Jean-Louis Cambora      | UND     | 1993-2003      |
| Stéphane Valeri         | UP      | 2003-2010      |
| Jean-François Robillon  | UP      | 2010-2013      |
| Laurent Nouvion         | R&E     | 2013-2016      |
| Christophe Steiner      | HM      | 2016-2018      |
| Stéphane Valeri         | Primo!  | 2018-2023      |
| Brigitte Boccone-Pagès  | UNM     | 2023-in carica |